# Melanoptilon
Melanoptilon is een geslacht van vlinders van de familie spanners (Geometridae), uit de onderfamilie Ennominae.

## Soorten
- M. collinsi Fletcher, 1952
- M. chrysomela Butler & Druce, 1872
- M. nasuta Walker, 1864
- M. satellitia Warren, 1897
- M. simulans Walker, 1854
- M. timidaria Herrich-Schäffer, 1855
- M. veliterna Druce, 1885